# Mike Small
Michael Small, detto Mike (Birmingham, 2 marzo 1962), è un ex calciatore inglese, di ruolo attaccante.

## Carriera

### Club
Dopo aver giocato a livello semiprofessionistico con i Bromsgrove Rovers nel 1981 passa al Luton Town, dove con 3 presenze contribuisce alla vittoria di un campionato di seconda divisione, per poi nella stagione 1982-1983 giocare una partita in prima divisione, salvo poi trascorrere un periodo in prestito al Peterborough Utd, club della quarta divisione inglese, con cui gioca 4 partite e segna una rete (la sua prima in carriera tra i professionisti) ed infine concludere l'annata con i Go Ahead Eagles, con i quali mette a segno 4 reti in 15 presenze nella prima divisione olandese. Rimane in squadra anche per l'intera stagione 1983-1984 (30 presenze e 8 reti) e per la prima metà della stagione 1994-1995 (9 presenze e 7 reti), per poi trascorrere l'anno solare 1985 allo Standard Liegi, con cui a cavallo tra due campionati totalizza complessivamente 25 presenze e 2 reti nella prima divisione belga; nella seconda metà della stagione 1985-1986 gioca poi nuovamente in prestito nella prima divisione olandese, al NAC Breda, dove è autore di 2 reti in 23 partite di campionato giocate.
Dopo un'ulteriore stagione (33 presenze e 5 reti) ai Go Ahead Eagles, nella stagione 1986-1987 mette a segno 12 reti in 26 presenze nella seconda divisione olandese con la maglia del Vitesse; trascorre poi un biennio (31 presenze e 9 reti in incontri di campionato) nella prima divisione greca al PAOK, club con cui durante la Coppa UEFA 1988-1989 gioca 2 partite (le sue prime ed uniche in carriera nelle competizioni UEFA per club). Nell'estate del 1990 torna in Inghilterra: dopo una stagione in seconda divisione (39 presenze e 13 reti) al Brighton viene acquistato dai londinesi del West Ham Utd, con i quali nella stagione 1991-1992 va in rete per 12 volte in 40 presenze in prima divisione; nella stagione 1992-1993 conquista una promozione dalla seconda alla prima divisione sempre con gli Hammers (che erano precedentemente retrocessi), segnando un gol in 9 presenze e trascorrendo durante l'annata anche un periodo in prestito al Wolverhampton, club con cui disputa ulteriori 3 partite in seconda divisione; dopo un periodo senza presenze in prima divisione con il West Ham, nel 1994 gioca 2 partite al Charlton (club di seconda divisione che l'aveva prelevato in prestito) per poi trasferirsi nella prima divisione svedese all'Häcken, con cui gioca 5 partite senza mai segnare. Si ritira definitivamente nel 1998, all'età di 36 anni, dopo due parentesi nella prima divisione irlandese con Sligo Rovers e Derry City.

### Nazionale
Nel 1981 ha partecipato ai Mondiali Under-20, nei quali ha segnato 3 reti in 5 presenze.

## Palmarès

### Club

#### Competizioni nazionali
- Campionato inglese di seconda divisione: 1

Luton Town: 1981-1982
- Coppa d'Irlanda: 1

Sligo Rovers: 1994